# Старошинце
Старошинце (словен. Starošince) — поселення в общині Кидричево, Подравський регіон‎, Словенія.